# فانجيليس أنجيلو
فانجيليس أنجيلو (باليونانية: Βαγγέλης Αγγέλου)‏ مواليد 11 نوفمبر 1962 في خالكيذا، هو مدرب كرة سلة يوناني ولاعب سابق. بدأ مسيرته الاحترافية في سنة 1984. يدرب في الدوري اليوناني لكرة السلة. يبلغ طوله 6 قدم 2.75 بوصة (1.9 م). اعتزل اللعب في 1996. لعب مع نادي أولمبياكوس لكرة السلة ونادي بانيونيس لكرة السلة.

## الإنجازات

### كمدرب مساعد
- كأس أوروبا لكرة السلة : (2006)
- كأس اليونان لكرة السلة الفوز: (2011)
- الدوري الأوروبي لكرة السلة : (2012)
- الدوري اليوناني لكرة السلة : (2012)